# Dario Beni
Dario Beni (Rome, 1 januari 1889 – aldaar, 11 februari 1969) was een Italiaans wielrenner. Beni was in 1909 de eerste etappe-winnaar ooit in de Ronde van Italië.

## Belangrijkste overwinningen
1909
- 1e en 8e etappe Ronde van Italië
- Italiaans nationaal kampioenschap, elite

1911
- 7e etappe Ronde van Italië
- Italiaans nationaal kampioenschap, elite
- Eindklassement Rome-Napels-Rome

1912
- Ronde van Romagna
- Eindklassement Rome-Napels-Rome

1914
- Eindklassement Rome-Napels-Rome

## Resultaten in voornaamste wedstrijden
| Jaar | Ronde van Italië | Ronde van Frankrijk | Ronde van Spanje |
| ---- | ---------------- | ------------------- | ---------------- |
| 1909 | 7e (2)           |                     |                  |
| 1910 |                  |                     |                  |
| 1911 | 6e (1)           |                     |                  |
| 1912 | opgave           |                     |                  |
| 1913 | opgave           | opgave              |                  |
| 1914 | opgave           |                     |                  |
| 1915 |                  |                     |                  |
| 1916 |                  |                     |                  |
| 1917 |                  |                     |                  |
| 1918 |                  |                     |                  |
| 1919 |                  |                     |                  |

| Jaar | Milaan-San Remo | Ronde van Lombardije |
| ---- | --------------- | -------------------- |
| 1909 |                 |                      |
| 1910 |                 |                      |
| 1911 | 7e              | 7e                   |
| 1912 | 6e              |                      |
| 1913 |                 | 6e                   |
| 1914 | 19e             | 13e                  |
| 1915 |                 |                      |
| 1916 |                 |                      |
| 1917 |                 |                      |
| 1918 |                 |                      |
| 1919 | 16e             |                      |